# Ibedul Tem
Tem war Ibedul (High Chief) von Koror im Japanischen Südseemandat von 1917 bis 1943.
1924 kam es zu einem Konflikt zwischen Ibedul Tem und dem Tucherur, dem Häuptling des Terekieu-Clans. In der Folge enteignete der Idid-Clan das Land der Terekieus und viele Clanmitglieder der Terekieu flohen nach Aimeliik. Tem usurpierte den Titel Tucherur.